# Sirous Namazi

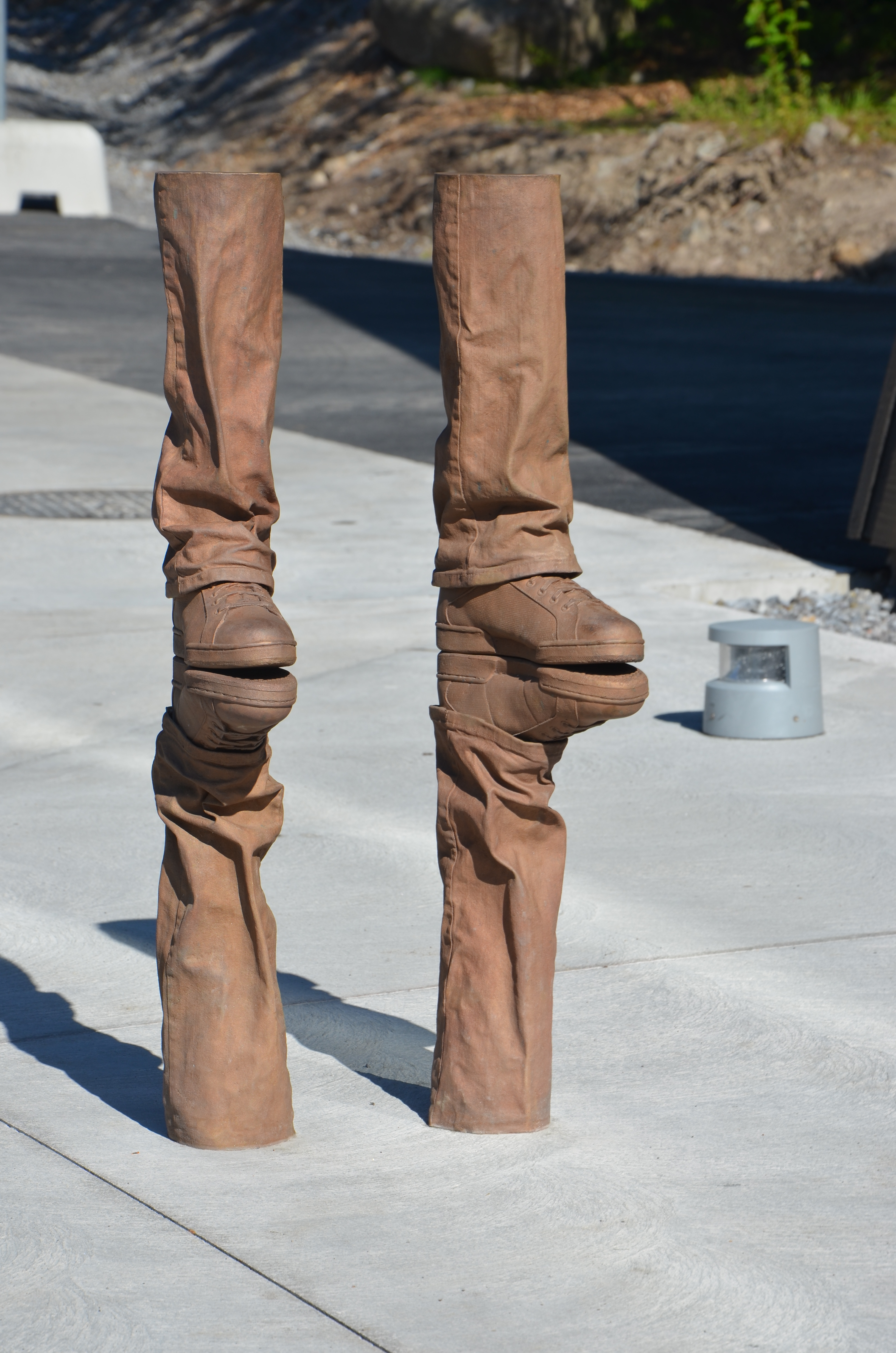
Ben utanför entrén till Artipelag i Gustavsberg.

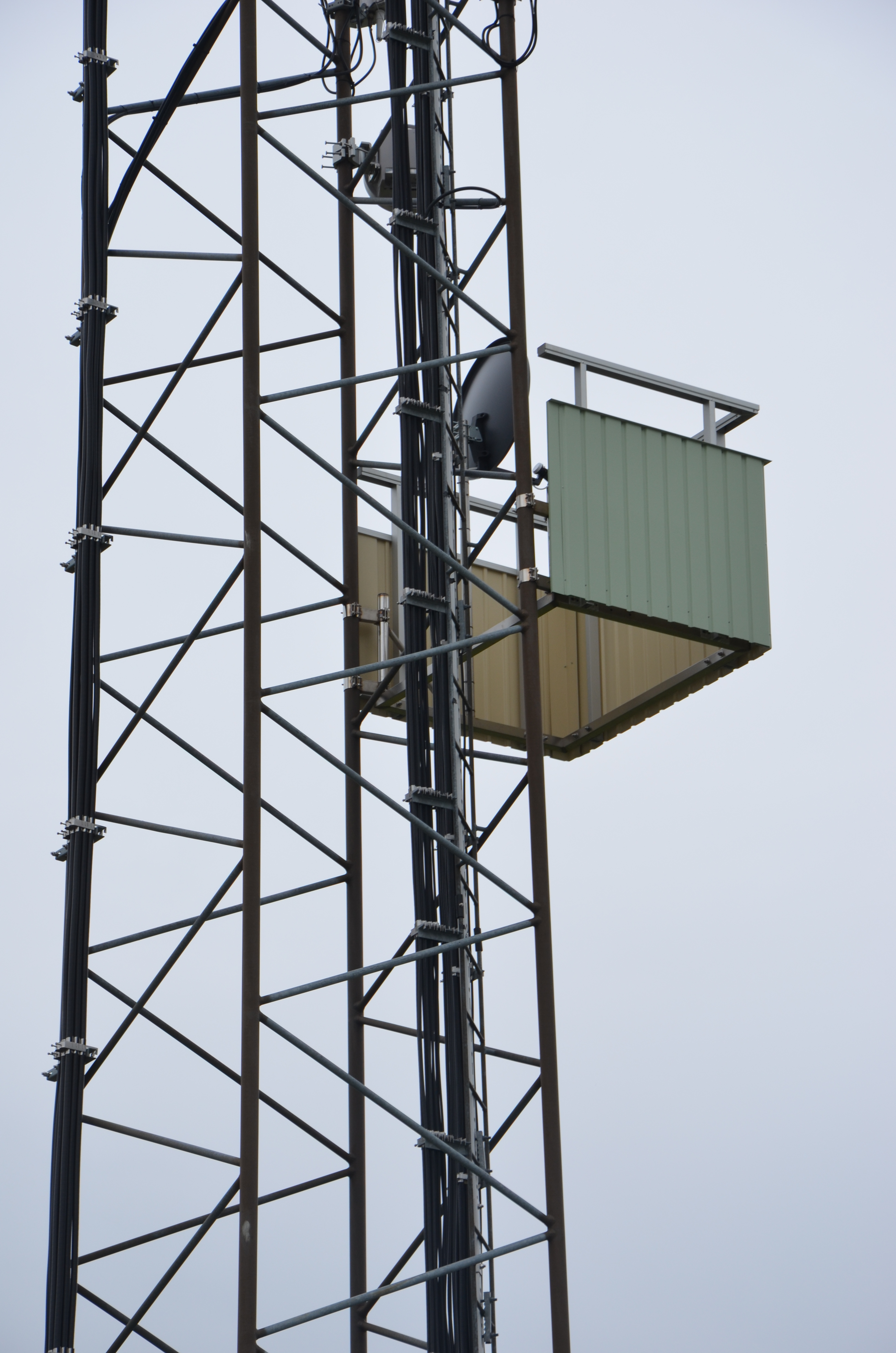
Periphery III på Konst på Hög.

Sirous Namazi, född 22 augusti 1970 i Kerman, Iran, är en svensk konstnär, som arbetar med olika tekniker som skulptur, målning och video.
Sirous Namazi kom till Sverige i tidiga tonåren. Han utbildade sig på Konstskolan Forum i Malmö 1993–95 och på Konsthögskolan i Malmö 1995–98.
Bortkastade föremål, utanförskap, bräcklighet och identitet är återkommande temata i Namazis verk. Delarna kartlägger motsatsförhållanden som mellan det privata och offentliga, det individuella och kollektiva, fiktion och verklighet, eller lokalt och globalt. Genom att demontera och därefter sätta samman igen ger han en antropologisk och intim bild av vardagen, där han ifrågasätter förflackning och paradoxer i samtiden.
Sirous Namazi representerade Sverige, tillsammans med Jacob Dahlgren, på Venedigbiennalen 2007. Han fick Ljunggrenska konstnärspriset 2003, Carnegie Art Awards pris för unga konstnärer 2006 och Per Ganneviks stipendium 2014. 2019 tilldelades han Stockholm stads hederspris. Namazi finns representerad vid Moderna museet.